# Hagtornsmalmätare
Hagtornsmalmätare (Eupithecia insigniata) är en fjärilsart som beskrevs av Jacob Hübner 1792. Hagtornsmalmätare ingår i släktet Eupithecia och familjen mätare. Enligt den svenska rödlistan är arten nära hotad i Sverige. Arten förekommer i Götaland, Gotland, Öland och Svealand. Artens livsmiljö är stadsmiljö, skogslandskap, jordbrukslandskap. Inga underarter finns listade i Catalogue of Life.

## Bildgalleri

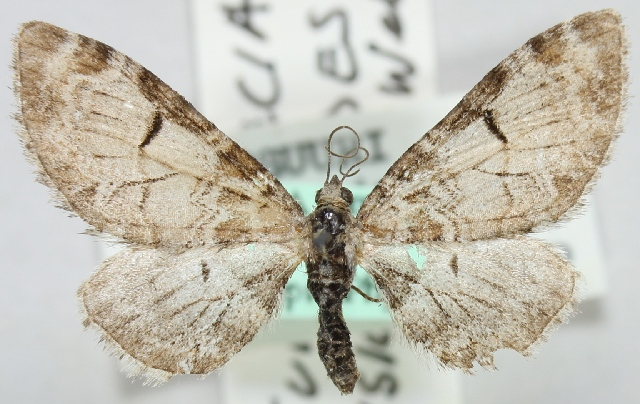